# Acrea Zest
Acrea Zest – mikrosamochód produkowany przez firmę Acrea w mieście Plaisir we Francji. Jej podwozie jest zbudowane z aluminium, a nadwozie z tworzywa sztucznego. Pojazd jest dostępny w wersjach dwu- lub czteromiejscowych, w jednej wersji silnikowej oraz w 4 kolorach – Pine Green, Lemon Yellow, Ice White, Stylish Silver. Jego waga nie przekracza 380 kg. Zest posiada 15-calowe koła. Osiąga prędkość maksymalną 110 km/h oraz spala 4,7 l/100 km.